# Караман (еялет)
37°52′00″ пн. ш. 32°29′00″ сх. д. / 37.866666666667° пн. ш. 32.483333333333° сх. д.
Еялет або пашалик Караман (осман. ایالت قره‌مان) — адміністративно-територіальна одиниця Османської імперії. Існував у 1483—1864 роках. Утворився в межах бейліка Караманлу з площею 78.518 км². На момент перетворення на вілайєт Конья у 1864 році його площа становила 78.900 км².

## Історія
Після розпаду Румського султанату навколо Коньї утворився Караманський бейлік. У 1461 році султан Мехмед II втрутився у боротьбу за владу й захопив Караман, передавши як провінцію сину Мустафі. Втім, становище османської влади було тут непевним. У 1470-х роках стало місцем боротьби імперії з державою Ак-Коюнлу. Задля зміцнення османського панування великим візиром Махмуд-пашею Ангеловичем здійснено депортацію знаті та військовиків Караманлу з родинами до Румелійського бейлербейства та Стамбула й його околиць.
1474 року перетворено на бейлербейство. Але після повстання караманського бейлербея Джема, брата султана Баязида II бейлік Караманідів  було відновлено. 1483 року Караман було поділено: в західній частині з місто Конья було відновлено бейлербейство, в східній частині — з місто Силіфке продовжували правити Караманіди. 1487 року лише після придушення повстання нащадків правителів бейліка вдалося остаточно приєднати увесь Караман до Османської імперії. У 1591 році перетворено на еялет.
З огляду на політичне та економічне значення провінції сюди часто призначали пашами шехзаде султанів або впливових сановників чи військовиків. Посада караманського паші слугувала можливістю просування до посади візира та члена султанського дивану. У провінції тімарна система дала один з позитивних результатів серед інших еялетів. Цю посаду в різний час обіймали великі візири Челебі Лютфі-паша та Мехмед Кепрюлю. Також Караман тривалий час був центром суфізму та бекташи.
У 1620-х та 1640-х роках еялет ставав центром повстань тімаріотів та спагіїв проти султанського уряду. До повсталих долучалися селяни та санджакбеї. Особливо небезпечним було повстання у 1640-х роках, яке вдалося придушити лише у 1648 році Мехмеду Кепрюлю. Після цього еялет переважно зберігав стабільність.
У 1770-х роках внаслідок поразок у війнах з Австрією та Росією, численних повстань та заколотів у балканських на прикавказьких еялетах погіршилися соціально-економічні умови в Карамані, оскільки порушувалися торговельні зв'язки, послаблювалися органи центральної влади. Також все більш неефективною ставала тімарна система. Разом з тим пашам вдалося зберегти султанську владу над провінцією. Завдяки цьому  з кінця XVIII ст. Караман стає важливою основою для набору загонів для османського війська.
У 1803 році очільник пашалика Каді-паша один з небагатьох підтримав діяльність султана Селіма III щодо створення нового війська (нізамі-джедід). Того ж року з 15 тис. регулярної піхоти та 1500 спагіїв підійшов до Стамбула. Втім султан не відправив війська на Дунай, де точилася війна з Російською імперією, намагаючись використати їх проти яничар. Проте караманські війська в Едірне зазнали поразки від яничар.
У 1864 році в рамках адміністративно-територіальної реформи еялет перетворено на вілайєт Конья.

## Структура
З початку утворення складався з 6 санджаків: Конья, Аксарай, Нігде, Кайсері, Невшехір, Киршехір. У 1518 році до бейлербейства додано санджак Акшехір (став сьомим).
У 1527 році складався з 7 санджаків: Конья, Аксарай, Нігде, Бейшехір, Ічель, Киршехір, Кайсері. У 1554 році санджак Виршехір було передано Румському бейлербейству. У 1571 році до Кіпрського бейлербейства передано санджак Ічель.
У 1700 році після нового реформування еялет складався з 7 санджаків: Конья, Аксарай, Бейшехір, Нігде, Кайсері, Акшехір, Киршехір. У 1839 році санджак Кайсері передано до складу Анкарського еялету.

## Соціально-економічний стан
В еялету нараховувалося 1504 тімара та 116 зеаметів. В часи піднесення еялет загалом виставляв до 4,5 тис. спагіїв. річний дохід до початку кризи становив 8 млн. 5,5 тис. акче. Дохід від хаса бейлербея (згодом — паші) становив 665 тис. акче, дохід санджакбеїв коливався від 190 до 350 тис. акче.
Основою було скотарство та ремісництво, частково було розвинено землеробство.